# Ernesto Di Cicco
Ernesto Di Cicco Montevideo, 13 de junio de 1895 - Montevideo, 2 de mayo de 1962) fue un bandoneonísta y compositor uruguayo que participó en numerosas orquestas de tango en el Río de la Plata.

## Biografía
Sus padres fueron José Di Cicco y Clorinda Giovinelli, nació en una familia de músicos dedicados al tango, sus hermanos Minotto y Fioravanti tocaban en orquestas de tango al cual se integró primero tocando el acordeón y luego el bandoneón. En 1917 formó junto a Enrique Delfino, Federico Lafémina un Trío que se presentaba en el café enfrente al Teatro Solís llamado Café Sport.
Integró las orquestas de Minotto Di Cicco y de Francisco Canaro, con quien realizó numerosas actuaciones y mantuvo una larga amistad.

## Obras
- La cieguita de Boedo
- Noche de tormenta
- Pimpollo de rosa